# Eutelia adulatrix
Eutelia adulatrix là một loài bướm đêm trong họ Noctuidae.

## Hình ảnh

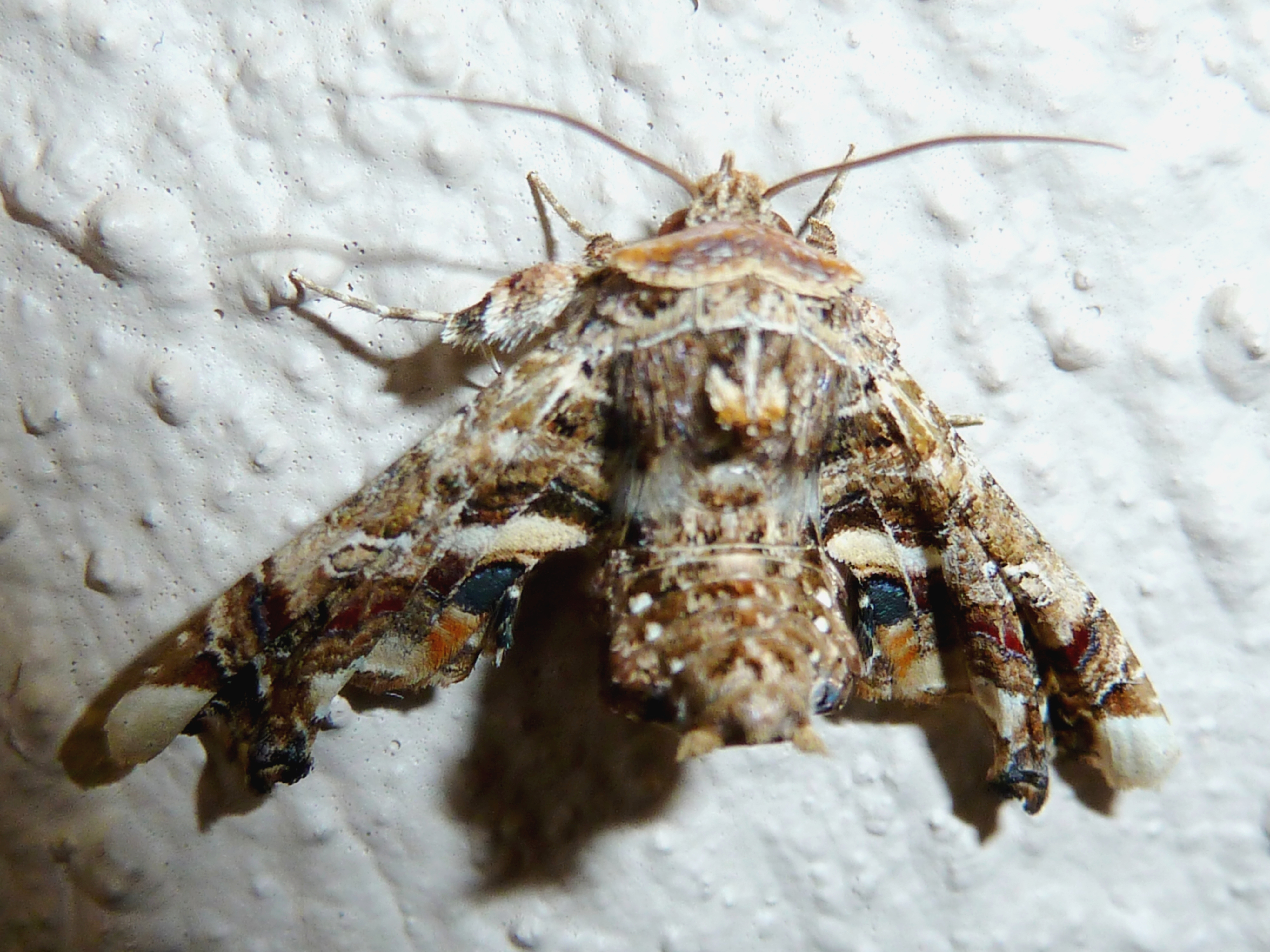